# Nemeritis elegans
Nemeritis elegans är en stekelart som först beskrevs av Győző Szépligeti 1901.
Nemeritis elegans ingår i släktet Nemeritis och familjen brokparasitsteklar. Inga underarter finns listade i Catalogue of Life.